# Uranoscopus cognatus
Uranoscopus cognatus és una espècie de peix pertanyent a la família dels uranoscòpids.

## Descripció
- Pot arribar a fer 16,5 cm de llargària màxima.
- 4-5 espines i 13-14 radis tous a l'aleta dorsal i 12-15 radis tous a l'anal.
- La primera aleta dorsal presenta 4 (rarament 3) espines.[6][7]

## Hàbitat
És un peix marí, demersal i de clima tropical.

## Distribució geogràfica
Es troba a Indonèsia, Papua Nova Guinea i el nord-oest d'Austràlia.

## Observacions
És inofensiu per als humans.